# 李仁根
李 仁根（イ・イングン、朝鮮語: 이인근、1924年6月30日 - 2009年4月14日）は、大韓民国の教員、政治家。第10代韓国国会議員。
号は青園（청원/靑園）。

## 経歴
ソウル出身。成均館大学校法政大学を経て、延世大学校教育大学院修了。
学校法人青園学堂（現・学校法人青園学園）を設立し、東大門商業高等学校（現・青園情報産業高等学校、現在は閉校）の校長、同法人の理事長、民主共和党東大門地区党委員長を務めた。そのほか、大韓私立中高校長会（現・大韓私立学校長会）の顧問、大韓陸上競技連盟会長などを務め、老衰のため85歳で死去した。